# St. Andrä, Šentvid ob Glini
St. Andrä je naselje v Občini Šentvid ob Glini v Okraju Šentvid ob Glini na Koroškem v Avstriji.